# Emmendingen
Emmendingen je grad u njemačkoj saveznoj pokrajini Baden-Württemberg. Nalazi se 14 km sjeverno od Freiburga i prostire se uz rijeku Elz u južnim Schwarzwaldu. 